# Deadose
Deadose (Agdoza, Doxsa, Igodosa, Jacdoas, Judosa, Yacdossa).- Attacapan pleme, srodno Bidaima, u ranom 18. stoljeću naseljeno u području gdje se spajaju rijeke Angelina i Neches u Teksasu, kao i kod zaljeva Galveston. Nešto iza 1720. godine Deadose se pokreću prema zapadu u područje između Brazosa i Trinityja, gdje se danas nalaze okruzi Leon, Madison, i Robertson. Između 1749. i 1751. Deadose zajedno s Attacapan plemenima Akokisas, Bidais, i Patiris kraće vrijeme žive na misiji San Ildefonso kod današnjeg Rockdalea u okrugu Milam. Nešto ih malo kasnije, pod imenom Yacdossa, odlazi na misiju San Antonio de Valero. U drugoj polovici 18 stoljeća Deadose se s vremenom priključuju Tonkawan plemenima Ervipiames, Mayeyes, i Yojuanes, što Thomas N. Campbella navodi na pomisao da bi mogli biti i Tonkawansko pleme, no ovo nije prihvaćeno. Deadose su kontakti s bijelcima doveli do istrebljenja zbog raznih zaraza (boginja, etc.). Nešto preživjelih se u devetnaestom stoljeću priključilo Bidaima, a dio je apsorbiran od Tonkawa. ' Swanton griješi ', kaže Thomas N. Campbell, kada Yacdossa Indijance iz misije San Antonio de Valero drži Coahuiltecanima. 

## Vanjske poveznice
- Deadose Indians